# إليس كرومبتون
إليس كرومبتون (بالإنجليزية: Ellis Crompton)‏ (17 يوليو 1886 في المملكة المتحدة - 17 مايو 1953 في المملكة المتحدة) هو لاعب كرة قدم بريطاني (وحمل سابقاً جنسية المملكة المتحدة لبريطانيا العظمى وأيرلندا) في مركز نصف الجناح. لعب مع بلاكبيرن روفرز وتوتنهام هوتسبير ونادي إكزتر سيتي ونادي باري تاون يونايتد ونادي بريستول روفيرز ونادي سانت إيلي تاون وBarnstaple Town F.C. ‏ وPadiham F.C. ‏.